# 塞维列哈德拉哈拉
塞维列哈德拉哈拉，是西班牙卡斯蒂利亚-拉曼恰托莱多省的一个市镇。总面积234平方公里，总人口1015人（2001年），人口密度4人/平方公里。